# Gordon hercege
A Gordon hercege címet kétszer hozták létre, először George Gordon, Huntly 4.  márkija számára 1684-ben a skót főrendben (peerage), a cím 1836-ban kihalt az ötödik herceg halálával. A címet újra létrehozta Viktória brit királynő 1876-ban a Charles Henry Gordon-Lennox részére az Egyesült Királysága főrendjében. (A lapja alján található lila navigációs sablonban ezért szerepel az Egyesült Királyságnál, mert a második létrehozás ott történt és ez az élő cím, az első skót létrehozás kihalt.) Richmond hercegének apai nagyanyja Gordon 5. hercegének a nővére, Charlotte Gordon volt.
A szócikk speciális jelölései
A szócikkhez szorosan kötődő főnemesi címek mellett előfordulhat a ( 1488 II) jelzés. Ez azt jelenti, hogy a nemesi címet a skót peerage-ben, főrendben hozták létre 1488-ban. Ez volt a cím második létrehozása. Gyakran csak a létrehozás sorszámát jelentő római számokat adjuk meg.
A szócikk – különösen a családfa – számos olyan hivatkozást tartalmaz (kék szöveg), amelyik másik szócikkre visz.

## Első létrehozás (1684)
George Gordon (1649-1717), Gordon 1. hercege

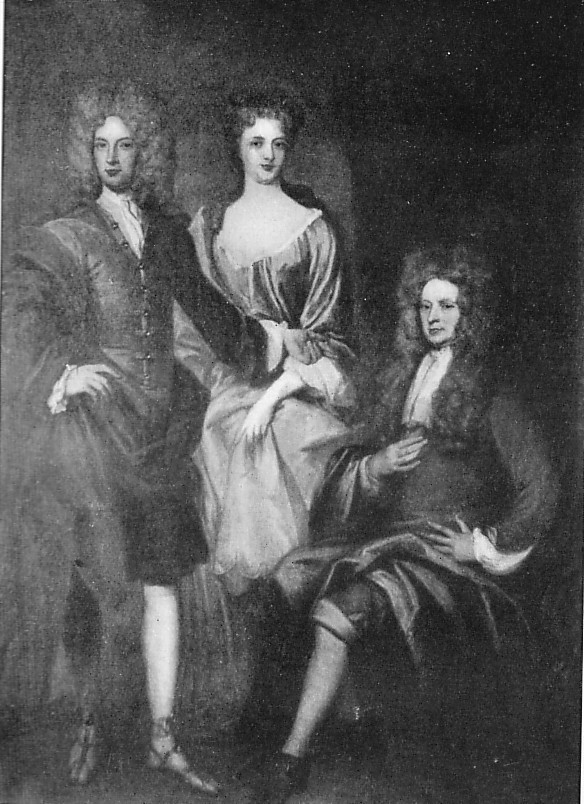
John Baptist Medina vászonra készült olajfestménye George Gordon, Gordon 1. hercegének és családjának portréja. Ül George Gordon, áll Jean Gordon (később Perth hercegnéje) és Alexander Gordon, Huntly márkija, (később Gordon 2. hercege) A kép 1694-1706 között készülhetett

George Gordon(1649 Leith – 1716. december 7.) a Gordon család befolyásának helyreállítása és fenntartása mellett a dicsőséges forradalom zűrzavarában is hűséges maradt a Stuart-házhoz. Apja korai halála után, mindössze tízévesen örökölte a Huntly márkija címet. Bár családja birtokait és címeit a polgárháborús évek során elkobozták, II. Károly visszaállította őket 1661-ben, miután a királypártiak győztek. 1673-ban csatlakozott a francia hadsereghez, ahol jelentős tapasztalatot szerzett az európai hadszíntereken, különösen a hollandiai háborúk során. Részt vett a Maastricht 1673-as ostromában, valamint a francia-flamand háborúban Turenne marsall és az Orániai herceg oldalán.
1684. november 1-én az uralkodó Gordon hercegévé tette ( 1684)  A következő évben, amikor Argyll grófja lázadást vezetett a Skót-felföldön, Gordont nevezték ki a királyi erők északi parancsnokává. Bár a lázadás gyorsan elbukott, Gordon pozíciója megerősödött.
1688-ban, a dicsőséges forradalom idején, Gordon Edinburgh várának kapitányaként szolgált. Hű maradt II. Jakabhoz, és védelmezte a várat a konvent által küldött ostromló erők ellen. Miután a lőszerek elfogytak, Gordon megadta magát, de biztosította a vár védőinek tisztes visszavonulását. A Stuart-ház híveként Gordon a dicsőséges forradalom után is kapcsolatban állt a jakobita udvarral. Bár a Hanover-ház alatt több alkalommal bebörtönözték hűsége miatt, politikai tevékenysége továbbra is jelentős maradt. Élete végén, 1716-ban, Edinburgh/ban halt meg házi őrizet alatt.
George felesége a Norfolk hercegének a lánya, Elisabeth Howard (1659–1732) volt, akitől két gyereke született. A hercegi pár 1707-től külön élt, valószínűleg vallási és politikai különbségek álltak a háttérben. George Gordon hűséges katolikus jakobita volt, míg Lady Elizabeth Howard protestáns maradt. A különéléséről már 1697-ben említés történik, amikor Elizabeth visszavonult egy flandriai kolostorba. A jogi vita külön tartás biztosításáról folyt közöttük. Egy 1707. március 19. levélben Elizabeth örömét fejezi ki a jogi siker miatt, amely külön ellátást biztosított számára, utalva arra, hogy a különválás már ekkor érvényben volt. Lányuk, Jane a jakobista James Drummond (1674–1720), Perth 2. hercege felesége lett. A Perth hercege cím jakobita főrendi cím, amit a jelenlegi törvények nem ismernek el.
Alexander Gordon (~1678–1728), Gordon 2. hercege
Alexander Gordon (~1678 – 1728. november 28.) apja hagyományait követve jakobita támogató volt, ahogy húga, Jane Gordon, aki a jakobita Perth hercegi családba nősült be. Az 1715-ben, a jakobita felkelés előestéjén Alexander, akkor még Huntly márkija, Gordon kastélyában kinyilvánította támogatását a Stuart trónkövetelő, James Francis Edward Stuart mellett. Szeptember 6-án 300 lovassal és 2000 gyalogossal csatlakozott a jakobita seregekhez Perthben, majd részt vett a sheriffmuiri csatában. A lázadás leverése után, 1716 februárjában, Gordon kastélyát elfoglalták az északi lázadások leverésére küldött csapatok, és Alexander megadta magát. Edinburghba vitték, ahol bebörtönözték, de mivel időben elhagyta a felkelők táborát, kegyelmet kapott.
1716-ban, ő örökölte a Gordon hercegi címet és a családi birtokokat. Életének jelentős részét Gordon kastélyában töltötte, miközben európai udvarokkal tartott kapcsolatot. Különösen szoros barátságot ápolt I. Frigyes Vilmos porosz királlyal és a III. Cosimo de’ Medici toszkánai nagyherceggel. Alexander bőkezű volt birtokainak lakóival, és a szegényeknek is bőven juttatott támogatást. Élete végéig a Stuartok iránti hűség és a jakobita ügy támogatója maradt, bár nyíltan politikai szerepet már nem vállalt. 1728. november 28-án halt meg.
Cosmo Gordon (1720–1752), Gordon 3. hercege KT

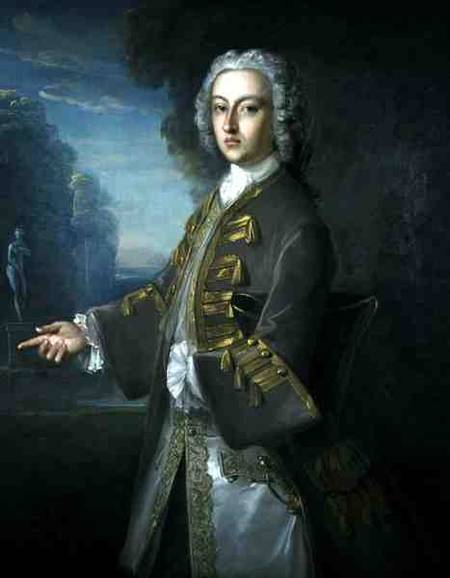
Philippe Mercier (1689–1760) portréja Cosmo Gordonról, Gordon 3. hercegéről. Az alkotás XVIII. századi vászonra készített olajfestmény

Cosmo George Gordon, Gordon 3. hercege (1720. április 27. – 1752. augusztus 5.) nevét apja közeli barátja, III. Cosimo de’ Medici toszkán nagyherceg után kapta. Hét évesen örökölte a hercegi címet. Levelezéséből kevés információ nyerhető a jelleméről, mivel a fennmaradt írások többsége formális udvariassági levél. Jogi tanulmányait a Leideni Egyetemen végezte, amely híres volt kiváló jogi képzéséről a XVIII. században. Apja tudta és beleegyezése nélkül 1741-ben feleségül vette Catherine Gordont. 1747 és 1752 között skót képviselő lordként ült a Lordok Házában, ahol Skócia érdekeit képviselte a brit parlamentben. 1748-ban a Bogáncsrend lovagjává avatták, elismerve ezzel szolgálatait és társadalmi státuszát. 1752-ben, mindössze 32 évesen, a franciaországi Breteuil-ben hunyt el. Holttestét hazaszállították, és az elgini katedrálisban helyezték örök nyugalomra, ahol később felesége is mellé került.
Alexander Gordon (1743–1827), Gordon 4. hercege KT PC

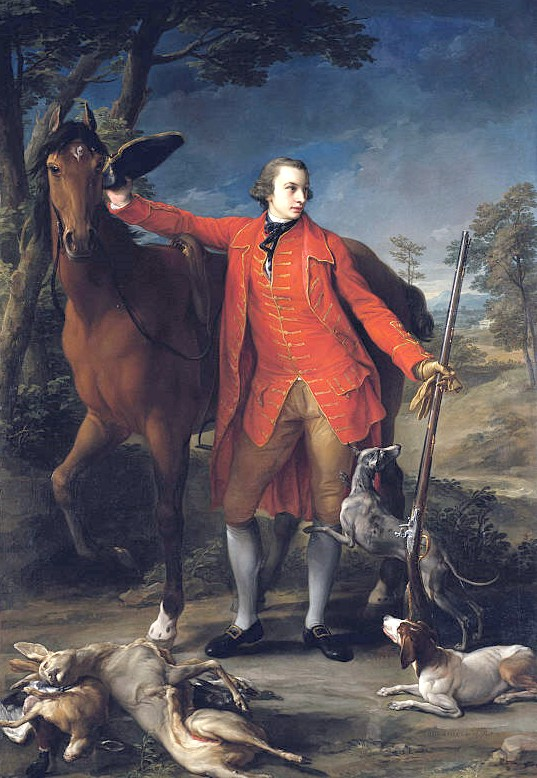
Alexander Gordon. A portrét Rómában festette az olaszországi brit arisztokrácia körében népszerű portréfestő Pompeo Girolamo Batoni. Batoni Grand Tour portréi általában Róma régiségeire utalnak, de itt Gordon vadászszenvedélyét hangsúlyozta. A fiatal herceget nem különösebben érdekelték az ókori lelőhelyek vagy a klasszikus tanulás.

Alexander Gordon(1743. június 18. – 1827. június 17.) mindössze kilencéves korában örökölte a hercegi címet. Fiatal korában az Eton College diákja volt, majd később részt vett a Grand Tour nevű európai körutazáson, amely a nemes ifjak képzésének része volt. 1767-ben választották a Skóciát a Lordok házában képviselő lordok egyikévé és ugyanebben az évben megházasodott. Az 1780-as években jelentős katonai tevékenységet folytatott: két gyalogezredet, az Északi Fencibles és a Gordon Fencibles nevű egységeket szervezte meg saját költségén. Az utóbbi 1793-ban alakult, és 1799-ig, a napóleoni háborúk idején működött.
Feltételezhető, hogy az állandó parlamenti jelenlétet biztosítandó, III. György brit király 1784. február 12-én Norwich grófjává ( 1784) emelte Nagy-Britannia főrendjében. A címet 1672-1777 között Norfolk hercegei viselték, Gordon első hercegének felesége Elisabeth Howard Norfolk hercegkisasszony volt – bár házasságuk nem volt boldog különböző vallási meggyőződésük miatt.
Alexander Gordon Aberdeenshire hadnagya és Skócia Nagy Pecsétjének Őrzője is szolgált. Vadászati és mezőgazdasági újításairól is ismert volt; többek között ő vezette be a szarvasok mozgását befolyásoló megoldásokat birtokain, és egyik utolsó skót nemesként tartott vadászsólymokat. Nevéhez fűződik a Gordon szetter kutyafajta kitenyésztése, amelyet kifejezetten a skót terepviszonyokhoz és vadászati igényekhez igazított – a családi nevüket adta az eb fajtának.
George Gordon (1770–1836), Gordon 5. hercege
George Gordon (1770. február 2. – 1836. május 28.) Edinburgh-ban született. Húszéves korában csatlakozott a hadsereghez, a 35. gyalogezred zászlósa lett. Egy évvel később független gyalogos századot alapított, majd csatlakozott a 42. Highlanders-hez, ahol a gránátos század parancsnokaként szolgált. 1793-ban kinevezték a 3. gyalogezred alezredesévé. Részt vett a Flandriában folytatott hadjáratokban, többek között a valenciennes-i ostromban, ahol megmutatta vezetői képességeit. Visszatérése után családi birtokain egy skót hegyvidéki ezredet állított fel, amely később a „Gordon Highlanders“ néven vált ismertté. Ez az egység kiemelkedett fegyelmével és hatékonyságával, különösen az 1798-as ír lázadás leverésekor Wexford megyében.
A hollandiai hadjárat során 1799-ben súlyosan megsebesült a bergeni csata sandhills-i ütközetben. Katonai pályafutása során elérte a vezérőrnagyi (1801), altábornagyi (1808), majd tábornagyi rangot (1819). Politikai pályafutását 1806-ban kezdte, amikor az Eye választókörzet parlamenti képviselője lett, majd egy évvel később apja címe révén a Lordok Házába került.
1827-ben örökölte a Gordon hercegi címet, és Skócia Nagypecsétjének őrzőjévé nevezték ki. Kiemelkedően adakozó volt, különösen a Scottish Hospital javára, amelynek elnöke volt. Haláláig a Royal Company of Archers kapitánya, az aberdeeni Marischal College kancellárja, és a skót Orangemen mozgalom nagymestere volt. 1836-ban, Belgrave Square-i otthonában hunyt el.
Halálával a Gordon hercegi cím ( 1684) kihalt, ahogy a Norwich grófja ( 1784) cím is.
A Huntly márki ( 1599) címeket hatod unokatestvére (egy generációs eltéréssel), George Gordon, Aboyne 5. grófja örökölte. Az Egyesült Királyság nemesi címeinek hivatalos listái, mint a Debrett's Peerage and Baronetage és a Burke's Peerage, megerősítik, hogy a Huntly grófja cím jelenleg a Huntly márkija cím alá tartozik, és nincs külön viselője – az említett listakezelő oldalak fizetősek, ezért nem szerepelnek forrásként.
A birtokokat az ötödik herceg nővére, Charlotte Gordon örökölte, aki Charles Lennox Richmond, Lennox és Aubigny 4. hercege felesége volt. Az fiuk, Richmond 5. hercege felvette a Gordont családnevei közé, a hatodik Richmond herceget Viktória brit királynő Gordon hercegévé ( 1876 II) tette.

## Második létrehozás (1876)
- Charles Henry Gordon-Lennox (1818–1903),  Richmond, Lennox és Aubigny 6. hercege, Gordon 1. hercege
- Charles Henry Gordon-Lennox (1845–1928),  Richmond, Lennox és Aubigny 7. hercege, Gordon 2. hercege
- Charles Henry Gordon-Lennox (1870–1935),  Richmond, Lennox és Aubigny 8. hercege, Gordon 3. hercege
- Frederick Charles Gordon-Lennox (1904–1989),  Richmond, Lennox és Aubigny 9. hercege, Gordon 4. hercege
- Charles Henry Gordon-Lennox (1929–2017),   Richmond, Lennox és Aubigny 10. hercege, Gordon 5. hercege
- Charles Henry Gordon-Lennox (1955–),    Richmond, Lennox és Aubigny 11. hercege, Gordon 6. hercege

## Huntly grófja, Huntly márkija, Gordon hercege és Aboyne grófja családfája
A családfán nem szerepel az összes leszármazott, nem tüntettük fel az összes feleséget és gyereket.
- Adam de Gordon (–1402) Felesége: Margaret Fraser (1337–)
  - Elizabeth Gordon (–1439). Férje: Alexander Seton, Lord Gordon (–1440)
    - Alexander Gordon (~1409–1470),  Huntly 1. grófja
      - George Gordon (1441–1501),  Huntly 2. grófja. Felesége: Stuart Annabella skót királyi hercegnő
        - Alexander Gordon (–1524),  Huntly 3. grófja
          - John Gordon (–1517)
            - George Gordon (1514–1562),  Huntly 4. grófja. Felesége: Elizabeth Keith (–1515)
              - Elizabeth Gordon (~1530–). Férje: John Stewart, Atholl 4. grófja (1533–1579)
              - George Gordon (1534–1576),  Huntly 5. grófja. Felesége: Anne Hamilton (~1535–~1574)
                - George Gordon (1562–1636),  Huntly 6. grófja,  Huntly 1. márkija (1599). Felesége: Henrietta Stewart (1573–1642)
                  - John Gordon  (–1630)[m 13],  Melgum 1. vikomtja[m 14] (1627)
                  - George Gordon (1592–1649),  Aboyne 1. vikomtja[m 15] (1632),  Huntly 2. márkija
                    - George Gordon (–1645)
                    - James Gordon (1620–1649),  Aboyne 2. vikomtja[m 15]
                    - Lewis Gordon (1626-1653),  Huntly 3. márkija 
                      - George Gordon (1649-1717), Huntly 4. márkija, majd  Gordon 1. hercege (1684). Felesége: Elisabeth Howard (1659–1732)
                        - Alexander Gordon (1678–1728),  Gordon 2. hercege (1678–1728)
                          - Cosmo Gordon (1720–1752),  Gordon 3. hercege
                            - Alexander Gordon (1743–1827),  Gordon 4. hercege
                              - Charlotte Gordon (1768–1842) Férje: Charles Lennox (1764–1819),  Richmond, Lennox és Aubigny 4. hercege
                                - ...innen lásd Richmond, Lennox és Aubigny hercegei, majd Gordon hercegei ( 1876 II) is

                              - George Gordon (1770–1836),  Gordon 5. hercege
                              - Susan Gordon (1774–1828). Férje: William Montagu (1771–1843),  Manchester 5. hercege
                              - Georgiana Gordon (1781–1853). Férje: John Russell (1766–1839),  Bedford 6. hercege

                            - William Gordon (1744-1823). Felesége: Sarah Lennox (1745–1826)

                        - Jane Gordon (~1691-1773) Férje: James Drummond (1674–1720)[m 16], ◆ Perth 2. hercege[m 17]
                          - James Drummond (1713–1746)[m 18], ◆ Perth 3. hercege[m 17]
                          - John Drummond (1714–1747)[m 19], ◆ Perth 4. hercege[m 17]

                    - Charles Gordon (1638–1681),  Aboyne 1. grófja
                      - Charles Gordon (1670–1702),  Aboyne 2. grófja
                        - John Gordon (1700–1732),  Aboyne 3. grófja
                          - Charles Gordon (1726–1794),  Aboyne 4. grófja
                            - George Gordon (1761–1853),  Aboyne 5. grófja,  Huntly 9. márkija (1836)
                              - Charles Gordon (1792–1863),  Huntly 10. márkija
                                - Charles Gordon (1847–1937),  Huntly 11. márkija
                                - Granville Gordon (1856–1907)
                                  - Granville Gordon (1883–1930)
                                    - Douglas Gordon (1908–1987),  Huntly 12. márkija
                                      - Granville Gordon (1944–)  Huntly 13. márkija
                                        - (1) Alastair Gordon, Aboyne grófja (1973–)
                                          - India Gordon (2006–)
                                          - Beatrice Gordon (2008–)
                                          - (2) Cosmo Gordon, Lord Gordon Strathavon és Glenlivet (2009–)
                                          - Willow Gordon (2012–)

                  - Mary Gordon (kb. 1600–1674). Férje: William Douglas (1589–1660)  Angus 11. grófja, majd  Douglas 1. márkija.[m 20]
                    - Archibald Douglas (kb. 1609 – 1655.)  Angus 12. grófja, innen Angus grófok...
                    - William Douglas (1660-tól Hamilton) (1634–1694)  Selkirk 1. grófja, majd  Hamilton hercege. Felesége: Anne Hamilton Hamilton 3. hercegnője
                    - George Douglas (1635–1691/92)  Dunbarton 1. grófja, innen Dunbarton grófok...

            - Alexander Gordon (–1575)[m 21]
              - John Gordon (1544–1619) Galloway püspöke (1575–1586)

Forrás: a Wikidatára épülő interaktív családfa az EntiTree alkalmazás.